# Tomaszewo (województwo mazowieckie)
Tomaszewo – wieś sołecka w Polsce położona w województwie mazowieckim, w powiecie płońskim, w gminie Nowe Miasto.  Leży nad Turką dopływem Wkry.
W latach 1975–1998 miejscowość położona była w województwie ciechanowskim.